# Frigate Bird
Frigate Bird ist der Codename des ersten und bisher einzigen US-amerikanischen Volltests, bei dem eine Kernwaffe von einem U-Boot gestartet wurde (Submarine-launched ballistic missile). Der Test war Teil der Operation Fishbowl-Serie innerhalb der Operation Dominic.
Bei dem Frigate-Bird-Test wurde am 6. Mai 1962 vom Atom-U-Boot Ethan Allen eine Rakete vom Typ Polaris-A1 in der Nähe des Johnston Atolls in Richtung der ca. 2700 km entfernten Insel Kiritimati gestartet. Ein W-47Y1 Atomsprengkopf in einem Mk.1A Wiedereintrittskopf mit einer Sprengkraft von 600 Kilotonnen wurde dabei verwendet. Nach einer Flugzeit von 12,5 Minuten und etwa 1900 km Wegstrecke wurde der Sprengkopf in einer Höhe von rund 11.000 Fuß (3,3 km) zur Explosion gebracht.